# Wang Ning
Wang Ning (chiń. 王宁; ur. 14 maja 1994) – chińska siatkarka grająca jako środkowa. Obecnie występuje w drużynie Tianjin Bridgestone.